# Инцидент на Тримилния остров
Инцидентът на Тримилния остров е авария в АЕЦ „Три майл айлънд“, щата Пенсилвания, САЩ, сред големите аварии в историята на ядрената енергетика.
Случва се на 28 март 1979 във 2-ри енергоблок на атомната електроцентрала „Три майл айлънд“, намираща се в близост до град Харисбърг. Централата е собственост на американските енергийни компании „Дженерал Пъблик Ютилитис“ (General Public Utilities) и „Метрополитан Едисън“ (Metropolitan Edison).

## Аварията
След отказ на оборудване във втори контур (блокиран клапан) около 04:00 ч. на 28 март 1979 г. и две поредни операторски грешки се стига до изпускане на голямо количество вода, охлаждаща реактора, от първи контур. Това води до прегряването и частичното разтопяване на активната зона на водно-водния реактор и изпускане на радиоактивни продукти в херметичната зона. Повредата в оборудването е последвана от серия грешки на операторите, които не разпознават основната причина – загуба на вода охлаждаща реактора и не могат да изтълкуват своевременно подаваната от компютъра информация за състоянието на реактора. Към 06:00 часа херметичната зона на реактора е залята от около 120 хил. литра радиоактивна вода и едва тогава се активира алармената система за повишен радиационен фон. Извънредно положение е обявено в 06:56 часа от началника на енергоблока и са информирани местните власти.
Размерите на аварията стават ясни едва 5 дена по-късно, като междувременно е наредена евакуация на населението в района на централата. В крайна сметка е възстановен контролът над реактора и на хората е позволено да се върнат в домовете си.

## Обем и последствия
Гледната точка на атомните специалисти:
Извън херметичната зона е изхвърлено малко количество йод-131, около 2 кюри. Жертви няма, но е извършена евакуация на живеещото наблизо население.
Гледната точка на еколозите:
Засегнати са 130000 души, Заведени над 2000 дела. Разходите вследствие на аварията се изчисляват на 3 млрд. долара.
Друго мнение:
загива 1 човек, а близо 100 други са облъчени. 

## В киното
- Китайски синдром